# Maximilian Theodor von Schätzell
Maximilian Theodor von Schätzell (* 1804; † 1879) war letzter Staatsminister von Anhalt-Bernburg und preußischer Verwaltungsbeamter. Seine Regierungszeit zeichnete sich durch Korruption aus und wurde als „Ära der Reaktion“ bezeichnet.

## Leben

### Karriere
Bis 1851 diente von Schätzell als Regierungsrat und Forstrat in Danzig, bis er Anfang 1851 zum alleinigen Staatsminister Anhalt-Bernburgs ernannt wurde um konservative Verhältnisse wiederherzustellen. Am 12. Januar 1854 wurde er vom Fürsten von Anhalt-Bernburg zum Wirklich Geheimen Rat mit dem Prädikat "Exzellenz" ernannt. Im Jahre 1861 ging eine Petition im Fürstentum herum, die den Zweck hatte von Schätzell zu entlassen, da er beschuldigt wurde, "für hohes Gehalt und für hohe Pension die guten Bernburger zu quälen". Dies sah man darin, dass z. B. Schulen, Kirchen und die Bahn größtenteils unterfinanziert und brach lagen. Nachdem die erste Petition scheiterte, gang auch eine zweite Petition herum, welche aber auch scheiterte. Die Situation artete dermaßen aus, dass der Kronprinz von Preußen, Friedrich III., von Schätzell nicht mehr zu sehen wünsche.
Ende 1862 brach ein Skandal im Lande Anhalt-Bernburg aus, da von Schätzell beschuldigt wurde 10 Millionen Thaler des Staatsvermögens der fürstlichen Familie zugesteckt zu haben. Darauf folgte eine Anzeige wegen Landesverrats. Im Jahre 1863 kam von Schätzell weiter in Ungnade; ein Lohgerber hisste die Schwarz-Rot-Gold-Flagge auf seinem Dach, woraufhin von Schätzell dutzende Soldaten und Polizisten beauftragte, die Flaggen zu entfernen. Nach zahlreichen Stunden scheiterten sie vergeblich. Dieses Ereignis wurde in zahlreichen Zeitschriften mit viel Spaß aufgenommen, unter anderem den Kladderadatsch. Nachdem Anhalt-Bernburg mit Anhalt-Dessau vereinigt wurde, wurde von Schätzell endlich entlassen. Nach seinem Machtfall wurde er auch von seinen einstigen Anhängern gemieden.
Bis zum Jahre 1876 wurde er Teil des Hofstaates der verwitweten Herzogin von Anhalt und erreichte die Position des Hofchefs und des Generalbevollmächtigten.

### Charakter
Sein Charakter wurde beschrieben als „Geschäftstüchtig, geschäftig, schlau, zielstrebig, selbstbewusst, rasch mit Entscheidungen, hart, ultrakonservativ und reaktionär“. Er wurde als hundertprozentiger Anhänger der Kreuzzeitungspartei bezeichnet. Im Privaten wurde er als eisern, aber auch als hilfsbereit und liebenswürdig bezeichnet. Nach seiner Regierungszeit, schätzte er sich glücklich auf der Zuschauerbank zu sitzen.

## Auszeichnungen
- Großkreuz des Hausordens Albrechts des Bären
- II. Klasse des Roten Adlerordens
- Kommandeur des Dannebrogordens
- Johanniter-Orden
- Großkomtur des Königlichen Hausordens von Hohenzollern